# Мая Рейс, Лукас Тейлор
Лу́кас Те́йлор Мая Рейс (порт.-браз. Lucas Taylor Maia Reis, род. 10 апреля 1995, Гуарульюс, Сан-Паулу) — бразильский футболист, правый защитник житомирского «Полесья».

## Биография
Выступал в «Палмейрасе» с 2007 года, начал карьеру в команде U-12. Сначала играл на позиции нападающего и опорного полузащитника, но позже был переведён на правый фланг защиты.
Благодаря удачным выступлениям в Лиге Паулиста и чемпионате Бразилии U-20, в частности скоростью и результативностью, привлёк к себе внимание первой команды «Палмейраса». В августе 2015 года дебютировал в стартовом составе своего клуба в серии А в поединке против «Коритибы». В своем дебютном сезоне за первую команду вышел на поле во втором тайме финального двухматчевого противостояния кубка Бразилии на «Альянц Парке» против «Сантоса», заменив Жоау Педру. Таким образом молодой защитник завоевал свой первый профессиональный трофей. Однако на поле в составе «Палмейраса» выходил нечасто, поэтому в поисках стабильной игровой практики отправился в аренду. Выступал в клубах «Крисиума», «Парана», «Ред Булл Бразил», «Пайсанду», «Ботафого» и «Боа».
В конце июля 2018 года перешёл на правах годичной аренды в ФК «Львов», за который сыграл в 16 матчах чемпионата и забил 3 мяча. 4 апреля 2019 года вернулся в «Палмейрас», а затем перешел в португальский «Эшторил-Прая», за который так и не заиграл. 17 января 2020 года вернулся в УПЛ и присоединился к СК «Днепр-1».

## Достижения
«Палмейрас»
- Обладатель Кубка Бразилии: 2015

«ПАОК»
- Финалист Кубка Греции: 2021/22

«Шахтёр» (Донецк)
- Чемпион Украины: 2022/23